# California, Chihuahua
California är en ort i Mexiko.   Den ligger i kommunen Jiménez och delstaten Chihuahua, i den centrala delen av landet, 1 000 km nordväst om huvudstaden Mexico City. California ligger 1 354 meter över havet och antalet invånare är 352.
Terrängen runt California är platt. Runt California är det mycket glesbefolkat, med 3 invånare per kvadratkilometer. Närmaste större samhälle är José Mariano Jiménez, 10,1 km sydväst om California. Omgivningarna runt California är i huvudsak ett öppet busklandskap.